# Pozo de Urama
Pour les articles homonymes, voir Urama.
Pozo de Urama est une commune d'Espagne de la province de Palencia dans la communauté autonome de Castille-et-León. Elle fait partie de la comarque naturelle de Tierra de Campos. C'est aussi le nom du village chef-lieu de la commune. Le territoire de la commune est traversé par une variante du Camino francés du Pèlerinage de Saint-Jacques-de-Compostelle, qui passe par son chef-lieu.

## Culture et patrimoine

### Pèlerinage de Compostelle
Sur le Camino francés du Pèlerinage de Saint-Jacques-de-Compostelle, on vient de San Román de la Cuba, par une variante sud au départ de Carrión de los Condes.
La halte suivante est Villada, en continuant sur la variante sud.

## Personnalités
- Le peintre d'art Juan Manuel Díaz Caneja (1905-1988) est né dans cette localité. Sa maison natale y existe toujours.

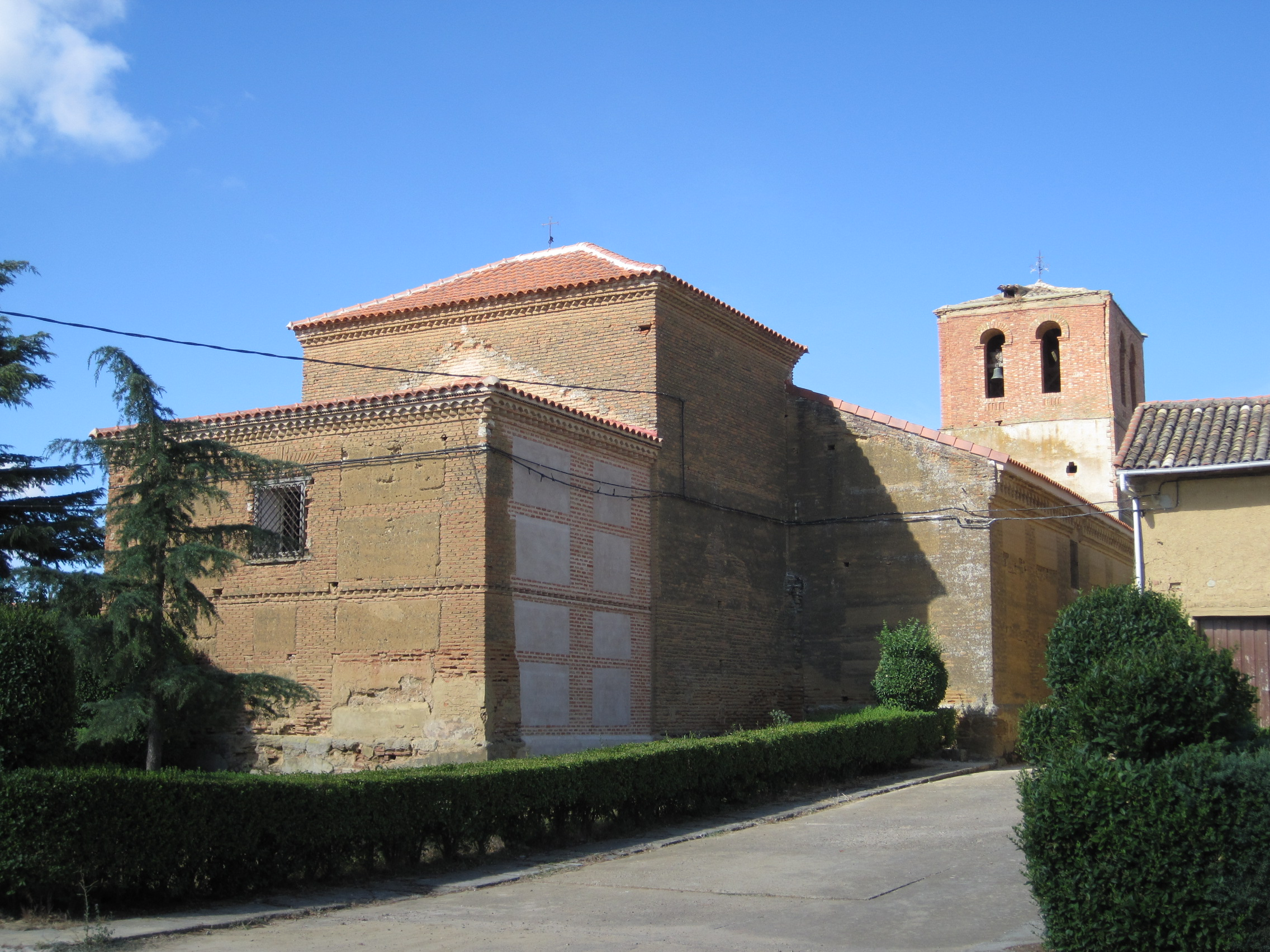
Église de Nuestra Señora del Castillo.
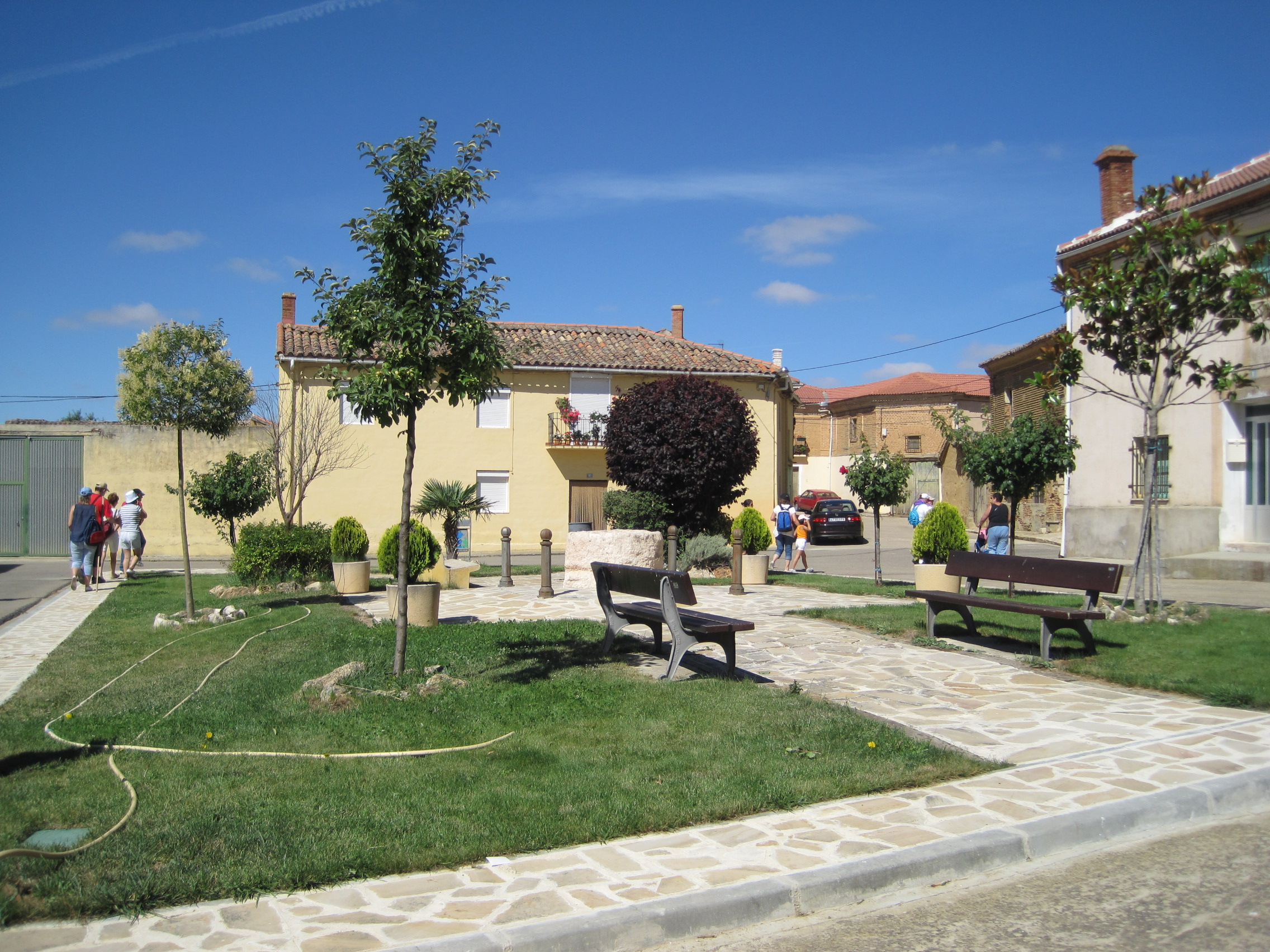
La plaza Mayor (la Grand Place).
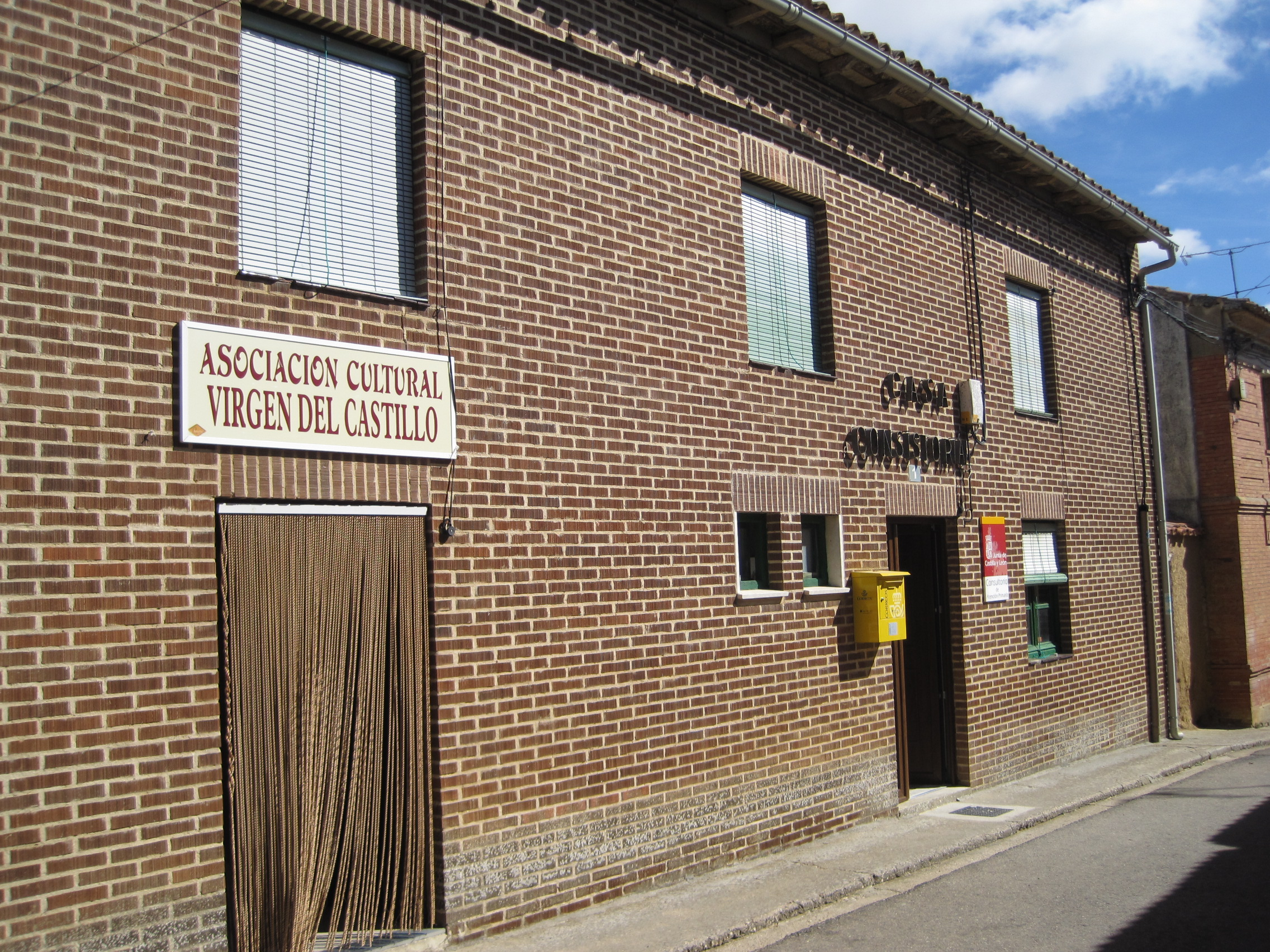
Ensemble comprenant la mairie, le teleclub et le cabinet médical.

### Sources et bibliographie
- (es) Cet article est partiellement ou en totalité issu de l’article de Wikipédia en espagnol intitulé « Pozo de Urama » (voir la liste des auteurs).
- Grégoire, J.-Y. & Laborde-Balen, L. , « Le Chemin de Saint-Jacques en Espagne - De Saint-Jean-Pied-de-Port à Compostelle - Guide pratique du pèlerin », Rando Éditions, mars 2006,  (ISBN 2-84182-224-9)
- « Camino de Santiago St-Jean-Pied-de-Port - Santiago de Compostela », Michelin et Cie, Manufacture Française des Pneumatiques Michelin, Paris, 2009,  (ISBN 978-2-06-714805-5)
- « Le Chemin de Saint-Jacques Carte Routière », Junta de Castilla y León, Editorial Everest